# Christoph Dörr (Politiker)
Christoph Dörr (* 17. Januar 1901 in Pirmasens; † 13. September 1972 ebenda) war ein deutscher Politiker (FDP).
Dörr besuchte die Volksschule und war danach Schuhfabrikarbeiter. 1923/24 war er aktiv in der Abwehr des Separatismus.
1948 war er Mitglied im städtischen Wahlausschuss und ab 1951 auf kommunaler Ebene für die FDP engagiert. Er gehörte vom 4. Juni 1947 bis zum 17. Mai 1951 für die FDP dem Rheinland-Pfälzischen Landtag an. Im Landtag war er Mitglied im Sozialpolitischen Ausschuss.